# Aşağı Kartalı, Çayırlı
Aşağıkartallı là một xã thuộc huyện Çayırlı, tỉnh Erzincan, Thổ Nhĩ Kỳ. Dân số thời điểm năm 2010 là 78 người.